# Guido da Siena

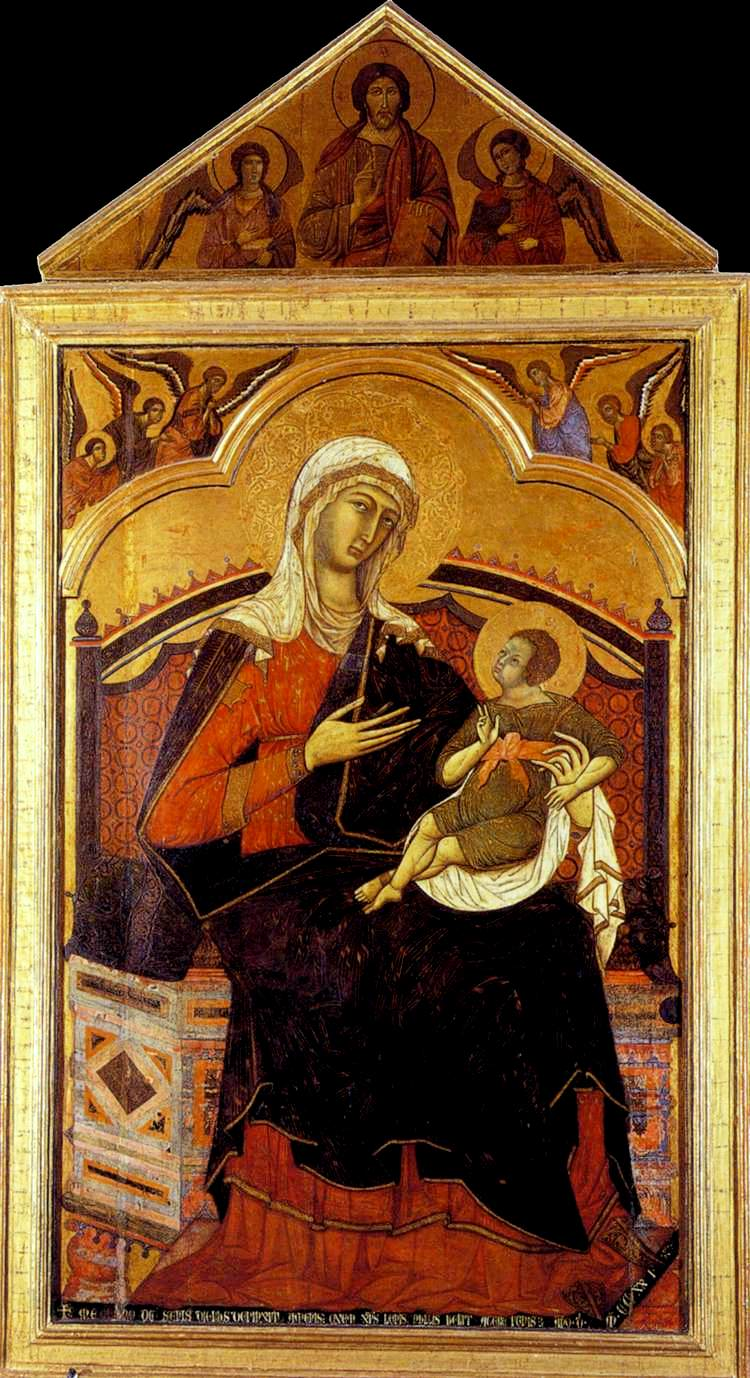
Madonna Entronizada, por Guido da Siena, c. 1270-80.

Guido da Siena foi um pintor italiano de estilo bizantino do século XIII, semelhante a Cimabue.
Guido é famoso por uma pintura que agora está dividida em várias peças. A Igreja de São Domenico em Siena contém uma grande pintura chamada A Virgem e o Menino entronados. O convento beneditino da mesma tem um pináculo triangular representando o Salvador anjos. As duas peças foram anteriormente parte de uma mesma obra. A parte principal tem uma inscrição em Latim com o nome de Guido de Senis, com a data de 1221. Contudo, há um debate sobre se a obra não foi, na verdade, executada por Cimabue.